# وراثة فراء القطط

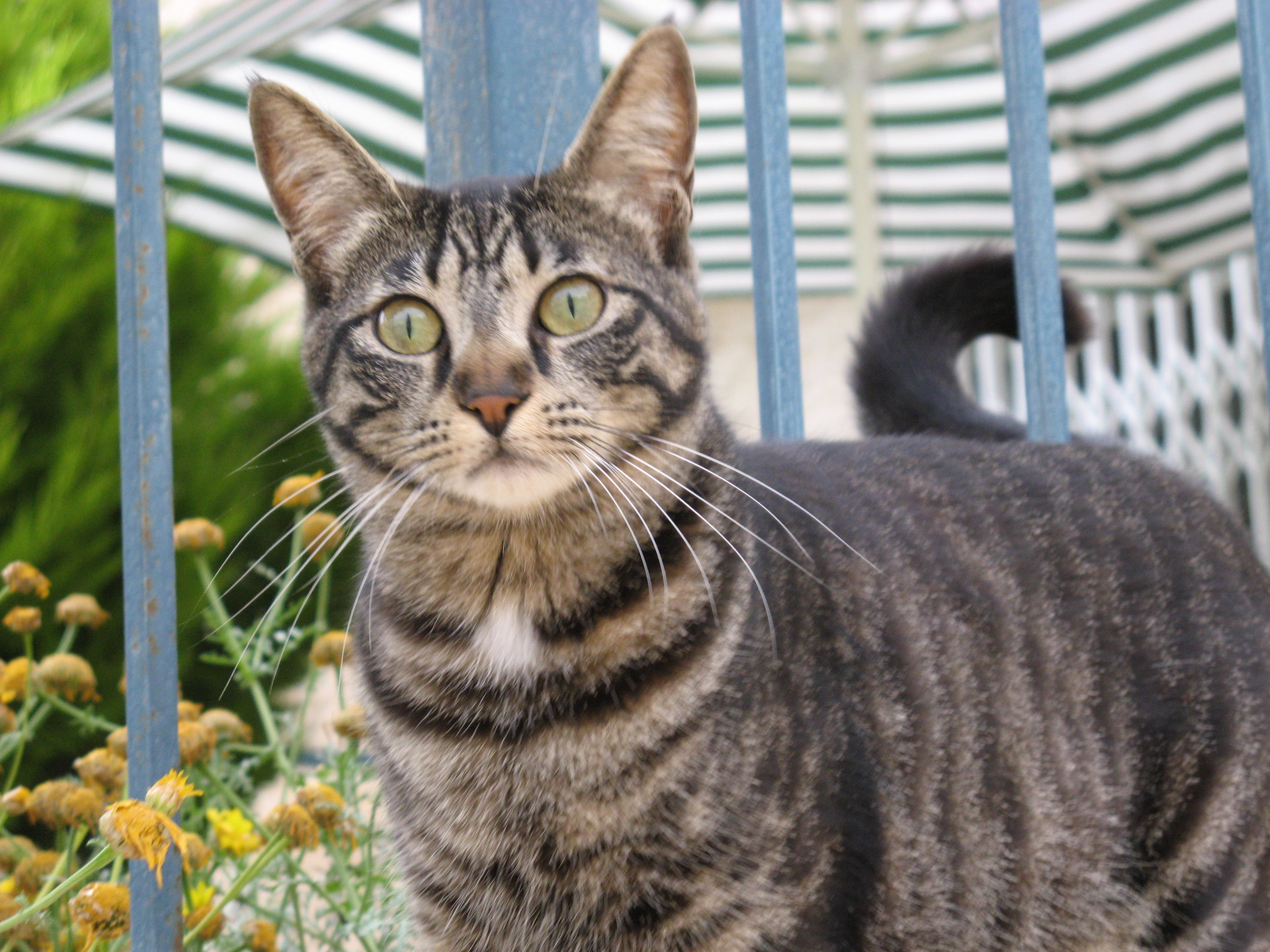
قطة

الوراثة تلعب دور في تحديد: اللون، طراز التخطيط، الطول وتركيب فرو السنوريات. ومن المثير للاهتمام ان نفهم كيف تعمل هذه معا لانها تشمل العديد من العوامل الوراثية. الاختلافات في غطاء جسم القطط خصائص فيزيائية و يجب ان لا تكون هذه الخصائص مشتركة بين سلالات القطط. يمكن لقطط من سلالات معينة أن تحمل صفات فرو هي في واقع الامر ليست لهذه السلالة. على سبيل المثال سلالة ( نيفا ماسكيرد) ممكن ان تكون لون فروها مطابق ل السلالة السيامية من القطط.

## السلالة الفضية
سلسلة الفضة ناتجة عن جين مثبط الميلانين  يتسبب العامل المهيمن في الحد من إنتاج الميلانين، ولكنه يؤثر على الفايوميلانين (صبغة حمراء) أكثر بكثير من يوميلانين ( صبغة سوداء أو بنية اللون) على علامات التبويب ،يؤدي هذا إلى تحويل الخلفية الي لون فضي متلألئ مع ترك لون الشريط كما هو، مما يجعل لون الترقوة الفضي. في القطط الصلبة، يحول قاعدة الشعر شاحبًا، مما يجعلها دخانًا فضيًا إلى مظلل بالون الفضي (تحت نصف الشعر المصبوغ)، الي فضي مائل الى الشنشيلو (فقط طرف الشعر مصطبغ). يبدو أن هذا يتأثر بعوامل النطاق العريض الافتراضية، و التي تجعل الشريط الفضي عند قاعدة الشعر أوسع.غالبًا ما يلاحظ المربون النطاق العريض كجينة واحدة Wb/wb، و لكن من المرجح أن يكون متعدد الجينات.